# Daontesia praelonga
Daontesia praelonga är en havsanemonart som först beskrevs av Oscar Henrik Carlgren 1928.  Daontesia praelonga ingår i släktet Daontesia och familjen Bathyphellidae. Inga underarter finns listade i Catalogue of Life.